# Автомобільна промисловість у Бразилії

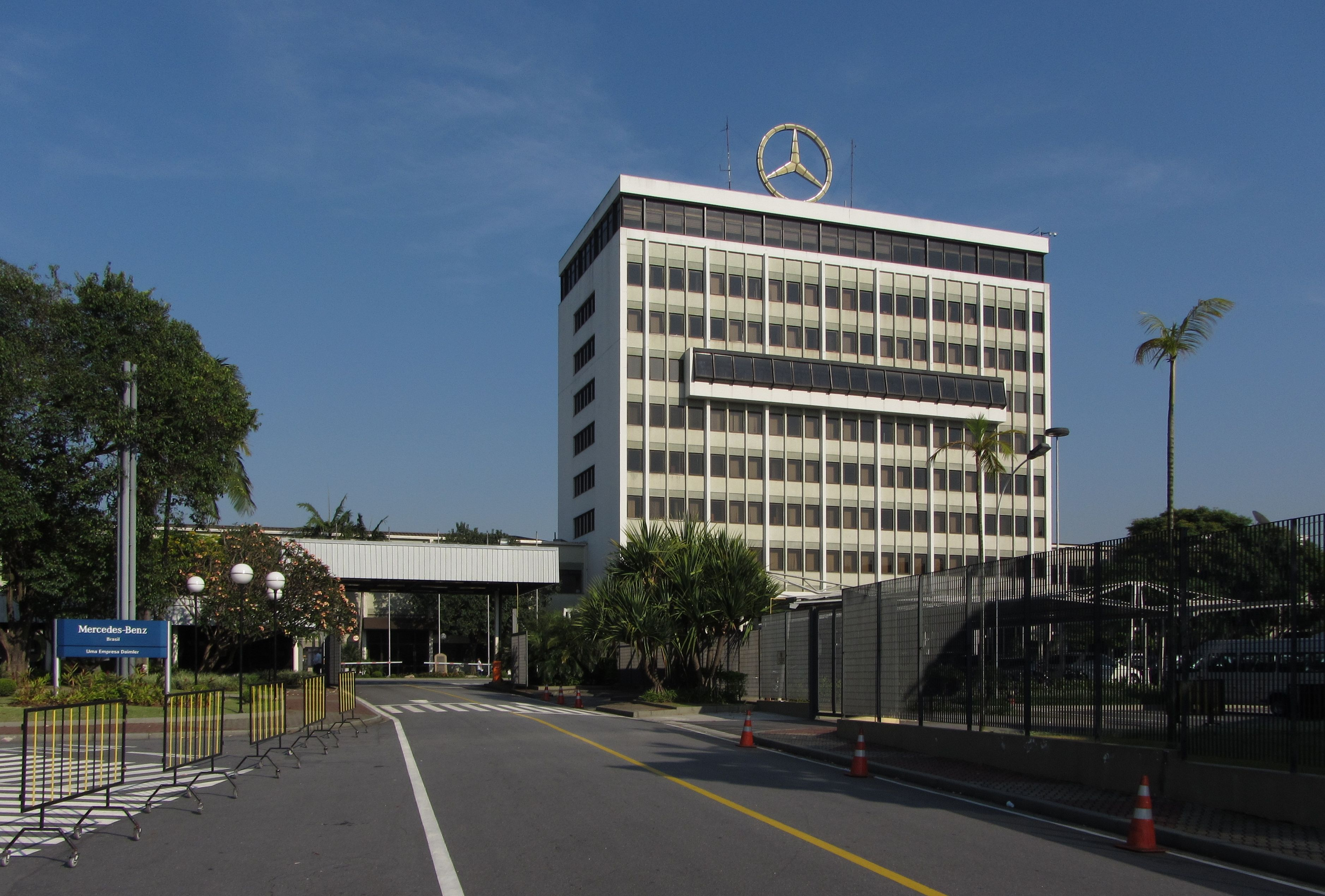
Штаб-квартира Mercedes-Benz do Brasil

Автомобільна промисловість Бразилії — галузь економіки Бразилії.
Автомобільна промисловість Бразилії сьогодні є однією з провідних у світовому масштабі за кількістю випущених автомобілів. За результатами 2015 року в Бразилії було вироблено приблизно 2,5 мільйона автомобілів, що забезпечило Бразилії 9-те місце за обсягом виробництва у світі. Не зважаючи на те, що активний розвиток бразильського автопрому почався лише в 1960-ті роки, заходи жорсткого захисту внутрішнього ринку від імпорту дозволяють Бразилії підтримувати значні обсяги внутрішнього виробництва і випереджати багато країн, які мають давнішу історію розвитку автопрому, зокрема Велику Британію та Францію. Ще однією особливістю автопрому Бразилії є багаторічний випуск застарілих моделей як національного, так і світового автопрому в сучасному виконанні.
Бразильську промисловість регулює Associação Nacional dos Fabricantes de Veículos Automotores  (Anfavea), яка створена в 1956 році і включає в себе автомобілебудівників (легкові автомобілі, вантажні автомобілі і автобуси) та виробників сільськогосподарських машин у Бразилії. Anfavea є частиною Міжнародної організації Organisation Internationale des Constructeurs d’Automobiles (OICA), що базується в Парижі.

## Історичний розвиток

### До 1990 року

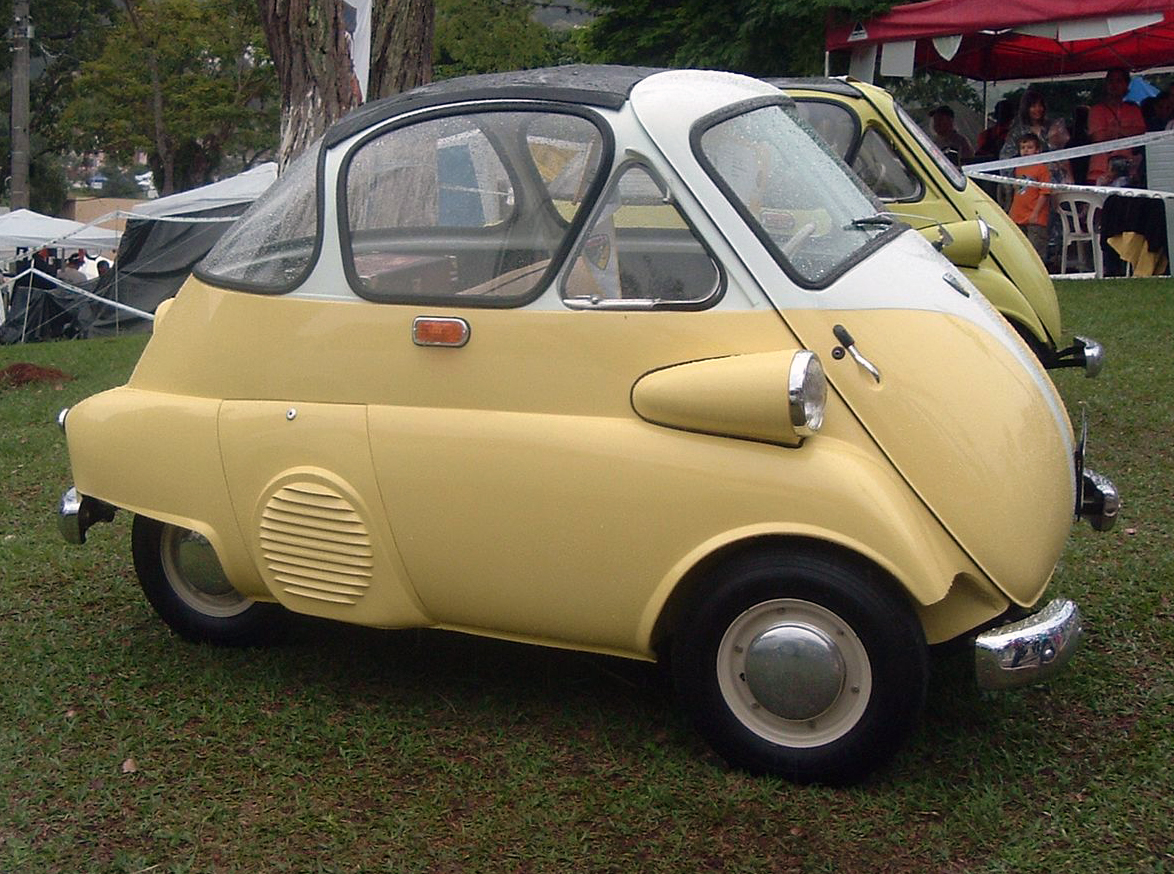
Romi-Isetta, перший автомобіль виробництва Бразилії

Бразильська автомобільна промисловість розпочалася із Chevrolet, який зійшов з конвеєра в 1925 році.
У 1956 році в місті Санта-Барбара-д'Уесті, вперше був випущений ранній бразильський автомобіль Romi-Isetta.
Chevrolet та Ford  розпочали виробництво вантажівок і автомобілів у Бразилії у 1960-х роках.
У 1957 році Ford do Brasil розпочав випуск вантажівки Ford F-600.
У 1958 році Toyota почала випускати свій знаменитий Land Cruiser.

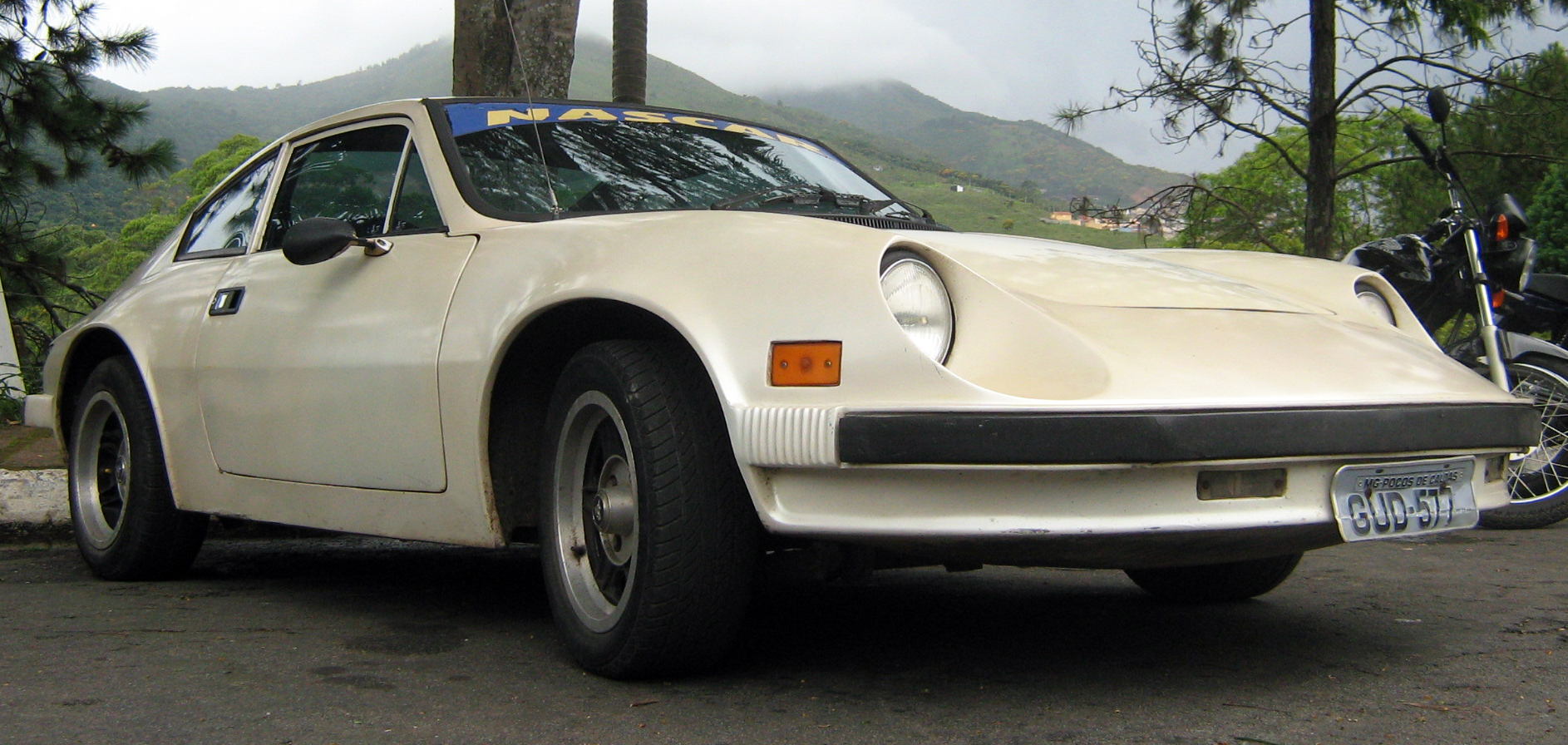
Puma GTI (1981-1985)

У 1959 році у муніципалітеті Сан-Бернарду-ду-Кампу, був побудований перший завод Volkswagen. Він почав виробляти модель Kombi, яка передувала знаменитому Volkswagen Käfer («Жук») (відомий у Бразилії як «Fusca»). У той же час бразильський підприємець, містер Себастьяо Вільям Кардосо (Mr. Sebastiao William Cardoso), почав виробляти невеликий електричний джип під назвою Tupi.
Компанія Chrysler протягом 1950-х років за домовленістю з групою Brasmotor виробляла свої моделі Dodge та Plymouth методом CKD-складання.
Французька компанія Simca 5 травня 1958 року заснувала підприємство Simca do Brasil у Белу-Орізонті, яке згодом через оперативні та матеріально-технічні причини (близькість постачальників автозапчастин, найбільших споживчих ринків тощо) було перенесено в Сан-Бернарду-ду-Кампу.
У 1967 році американський Chrysler Corporation придбав французьку компанію Simca, а підрозділ Simca do Brasil у Бразилії став називатися Chrysler do Brasil і почав випуск бразильських модифікацій Chrysler та Dodge.
У 1966 році Puma  почала виробляти спортивні автомобілі.
Італійський гігант Fiat створив свій перший завод у бразильському місті Бетін в 1973 році.

### Після 1990 року

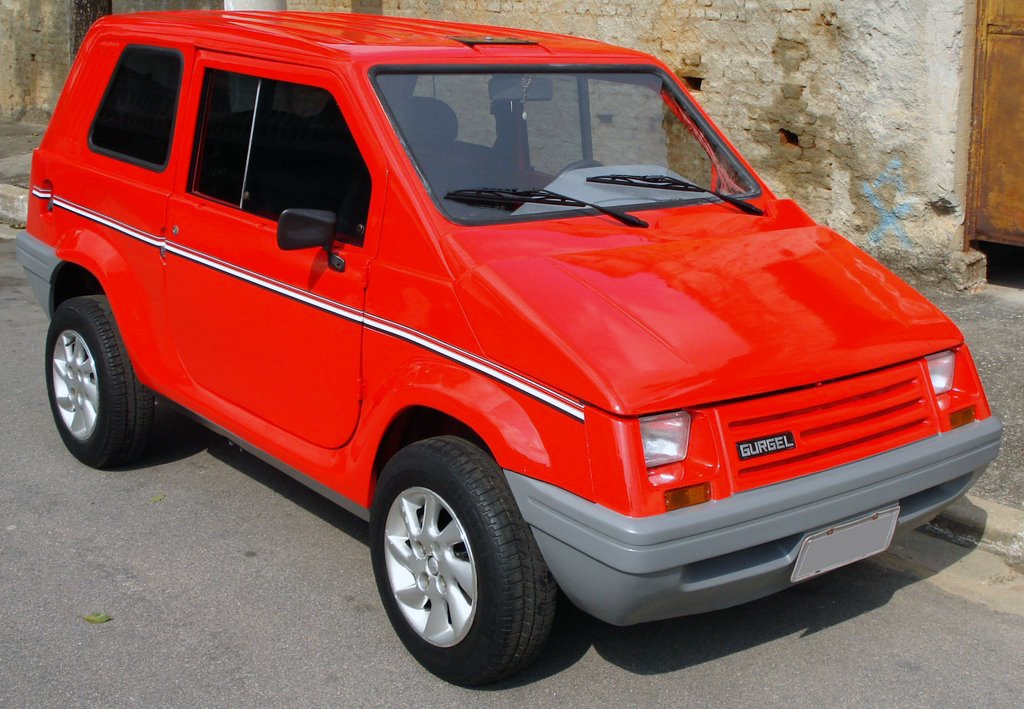
BR-800, BR-800, що випускався Gurgel з 1988 по 1991 рік, був першим 100% бразильським автомобілем.

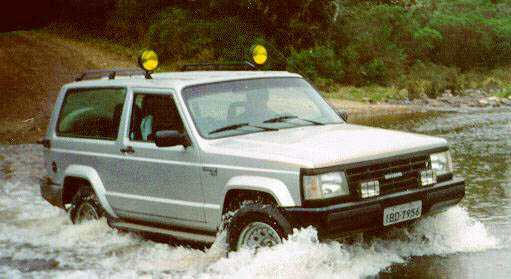
Envemo Camper

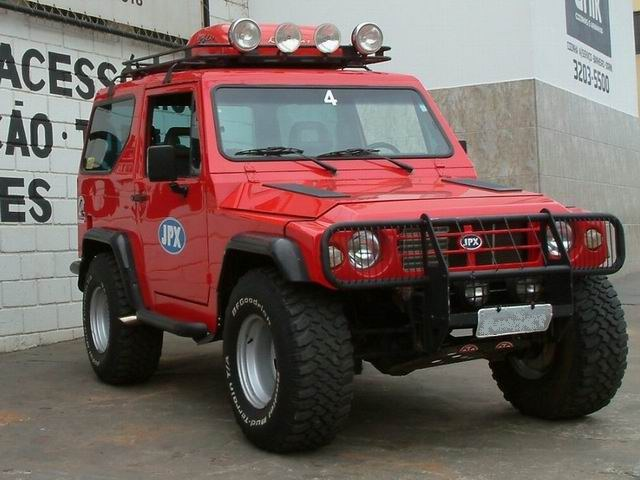
JPX Montez

Ці компанії домінували на бразильському ринку до середини 1990-х років, коли бразильський ринок був відкритий для іноземних компаній. У 1990-х роках ще більше автомобільних компаній відкрили свої заводи в Бразилії, зокрема: Nissan, Renault, Peugeot, Citroen, Honda, Hyundai, Mitsubishi та Audi.
Більшість великих світових компаній присутні в Бразилії, зокрема: Fiat Chrysler, Volkswagen Group, Ford, General Motors, Nissan Motors, Toyota, MAN SE, Mitsubishi, Mercedes-Benz, Renault, Honda, Hyundai. Національні компанії також присутні, такі як Troller, Marcopolo SA, Agrale, Randon SA, Excalibur тощо, деякі з них традиційно виробляють точні копії олдтаймерів в сучасному виконанні.
У даний час найбільш успішним національним бразильським автовиробником є компанія Troller, з його моделями T4 і Pantanal. Він продається по всій Латинській Америці та Африці. За останні кілька років, бразильський автопром швидко виріс, залучаючи інвестиції від основних світових автовиробників. У 2007 році бразильське виробництво зросло на 14 % порівняно з показниками 2006 року, досягнувши понад 3 мільйони автомобілів.
З 2008 року Бразилія обійшла Францію і стала 6-им за величиною виробником у світі, але потім була побита Індією в 2011 році й трохи опустилась вниз на 7-ме місце. Рекордним для автопрому Бразилії став 2013 рік, коли було випущено 3,7 млн автомобілів і країна стала 7-м за величиною виробником у світі.
У Бразилії діє 35% тариф на імпортні автомобілі.

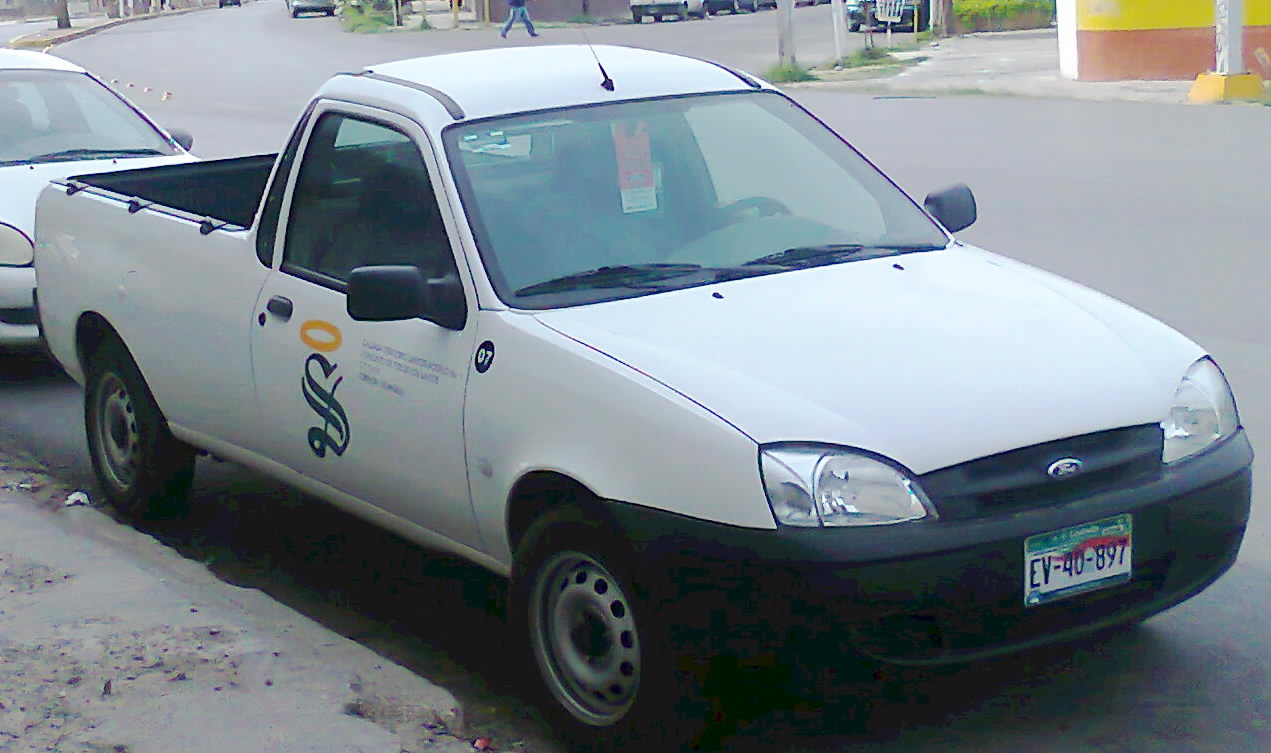
Ford Courier
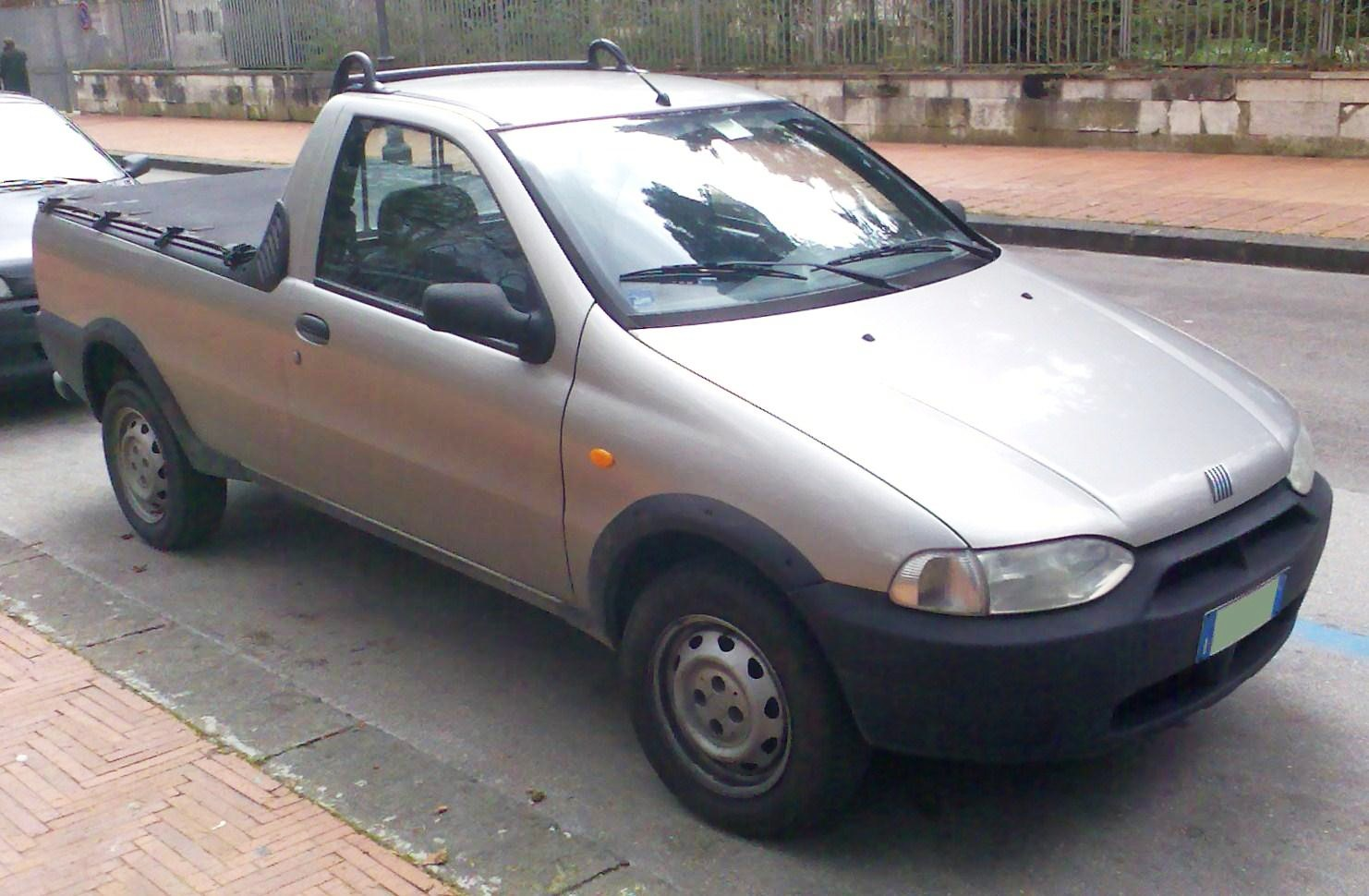
Fiat Strada
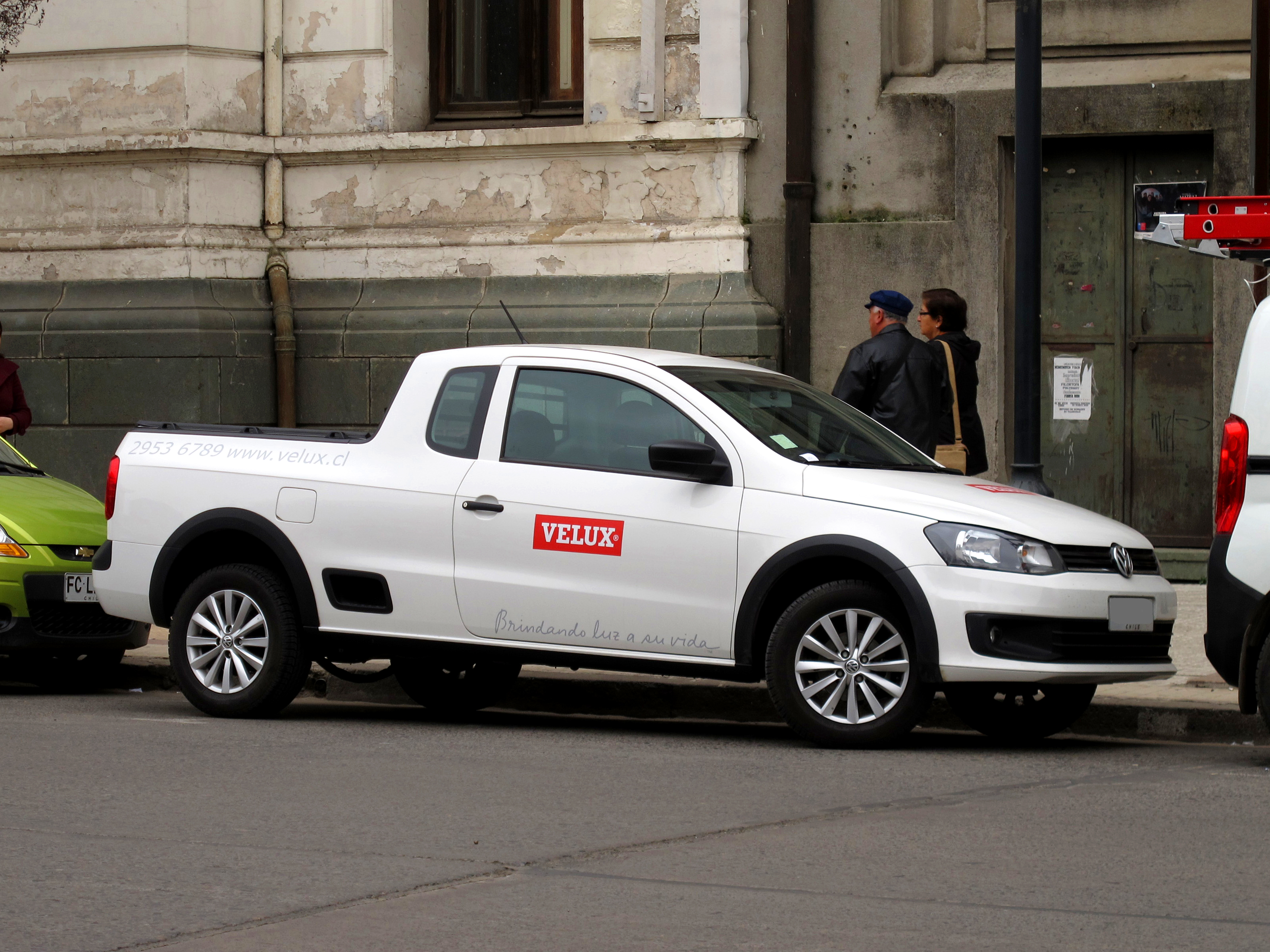
Volkswagen Saveiro
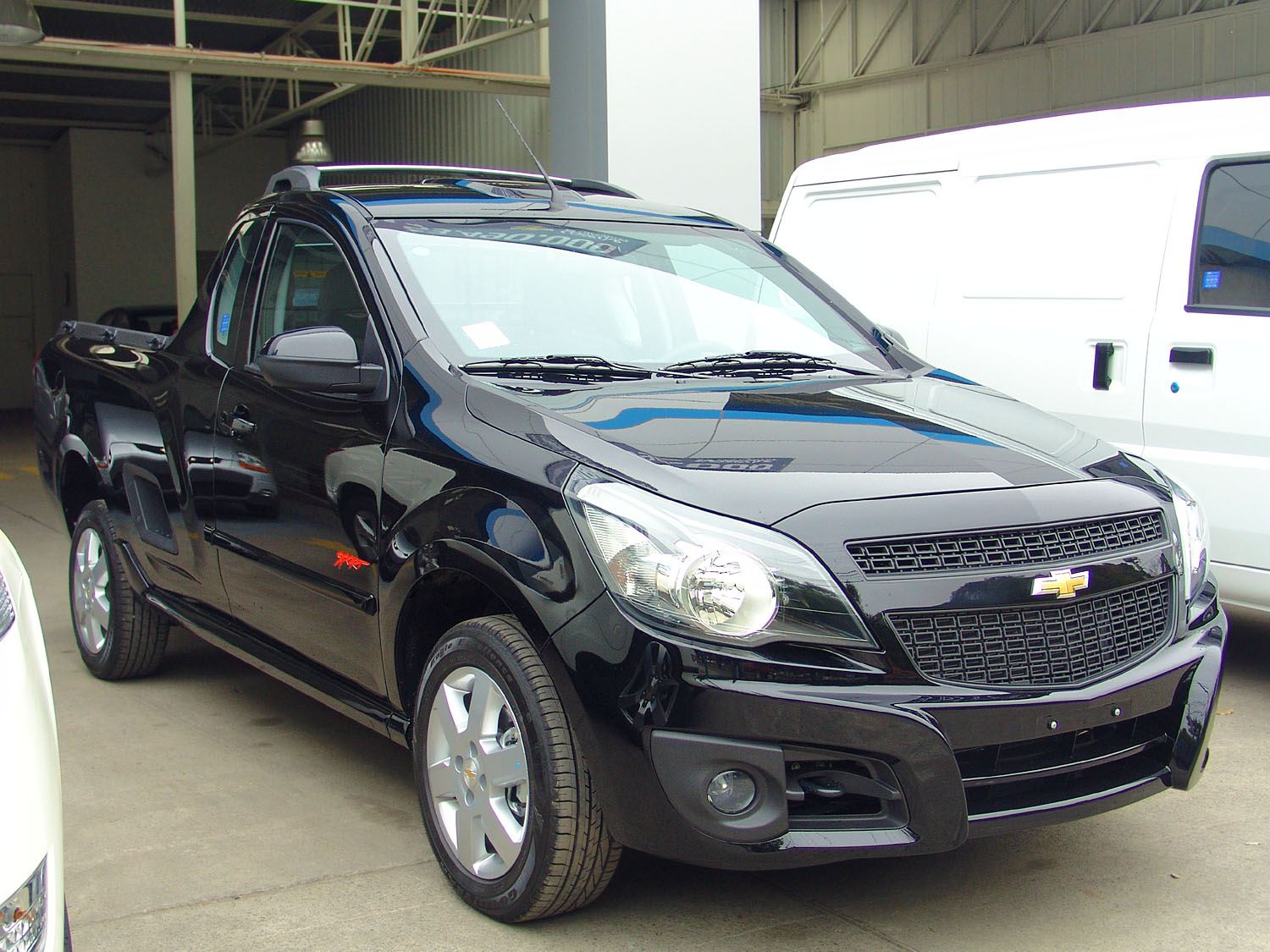
Chevrolet Montana
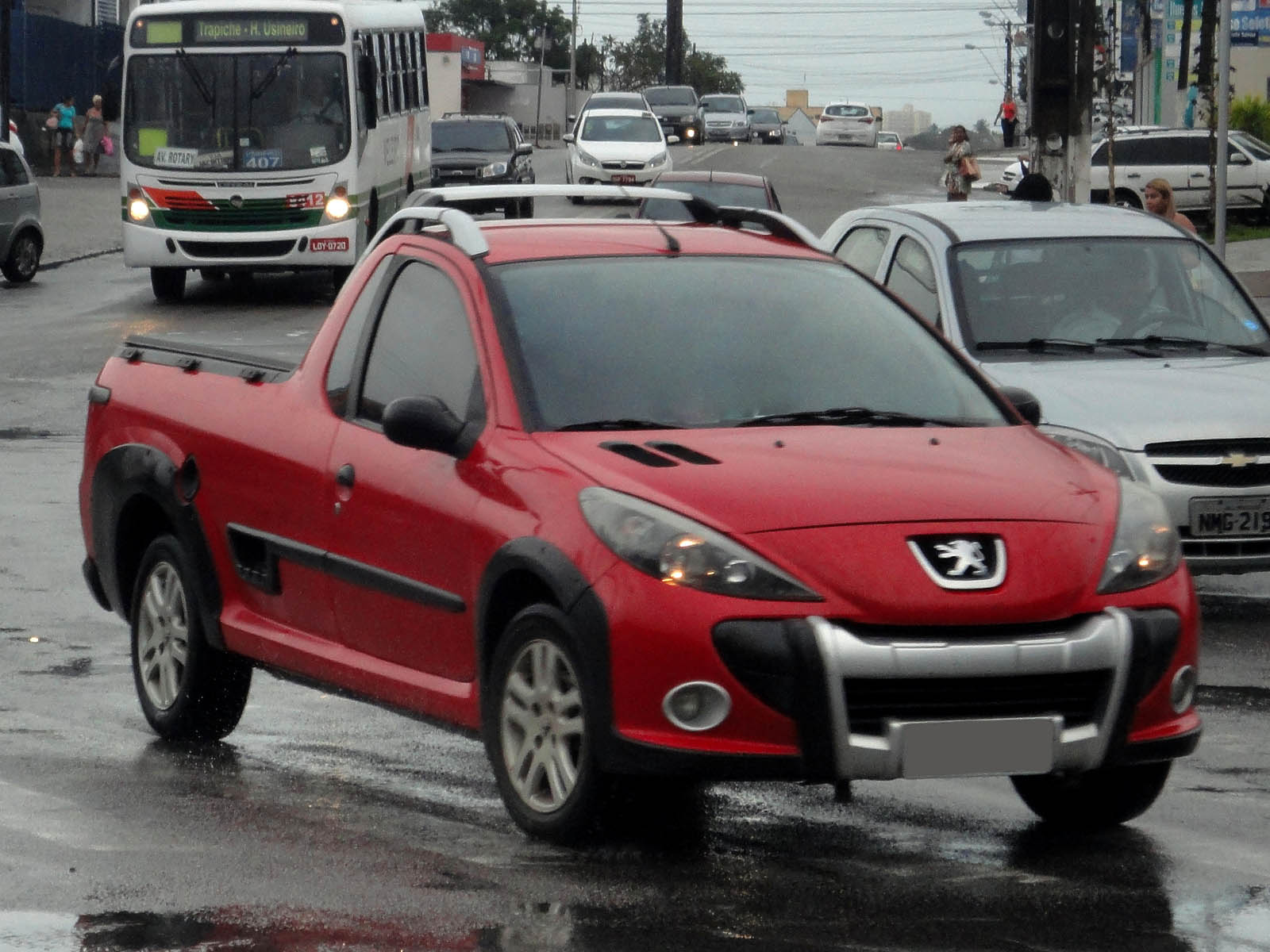
Peugeot Hoggar
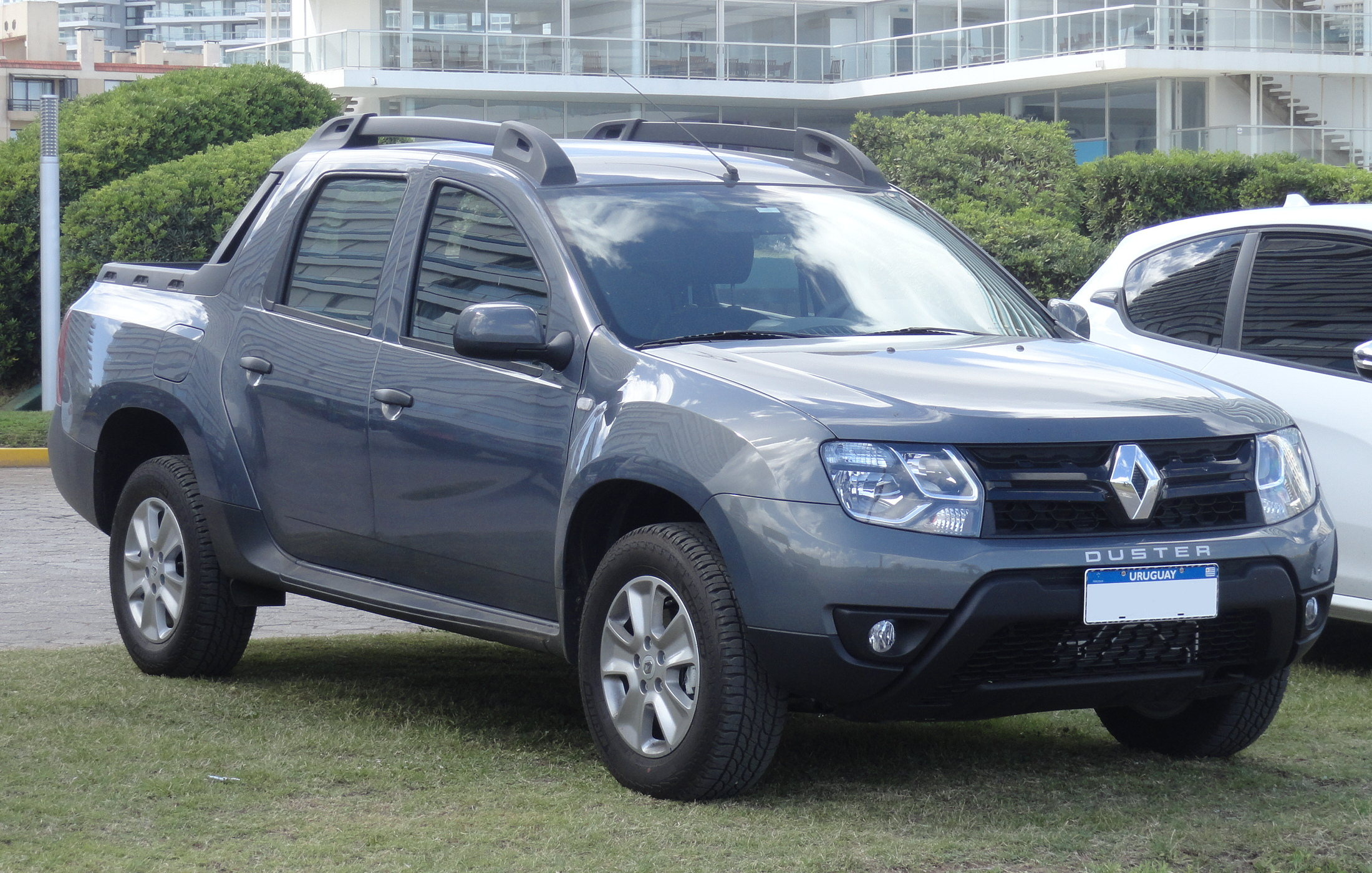
Renault Duster Oroch

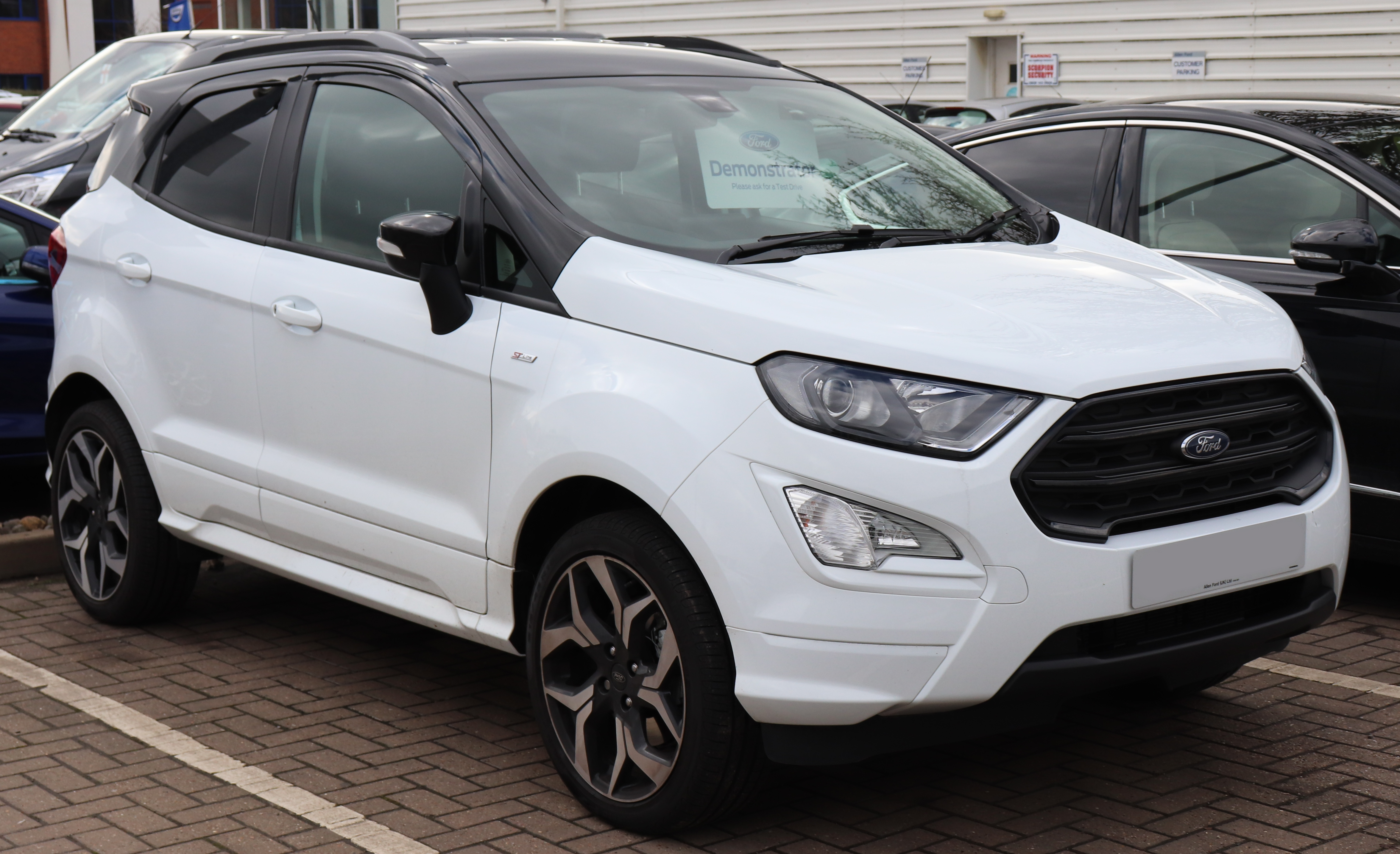
Ford EcoSport
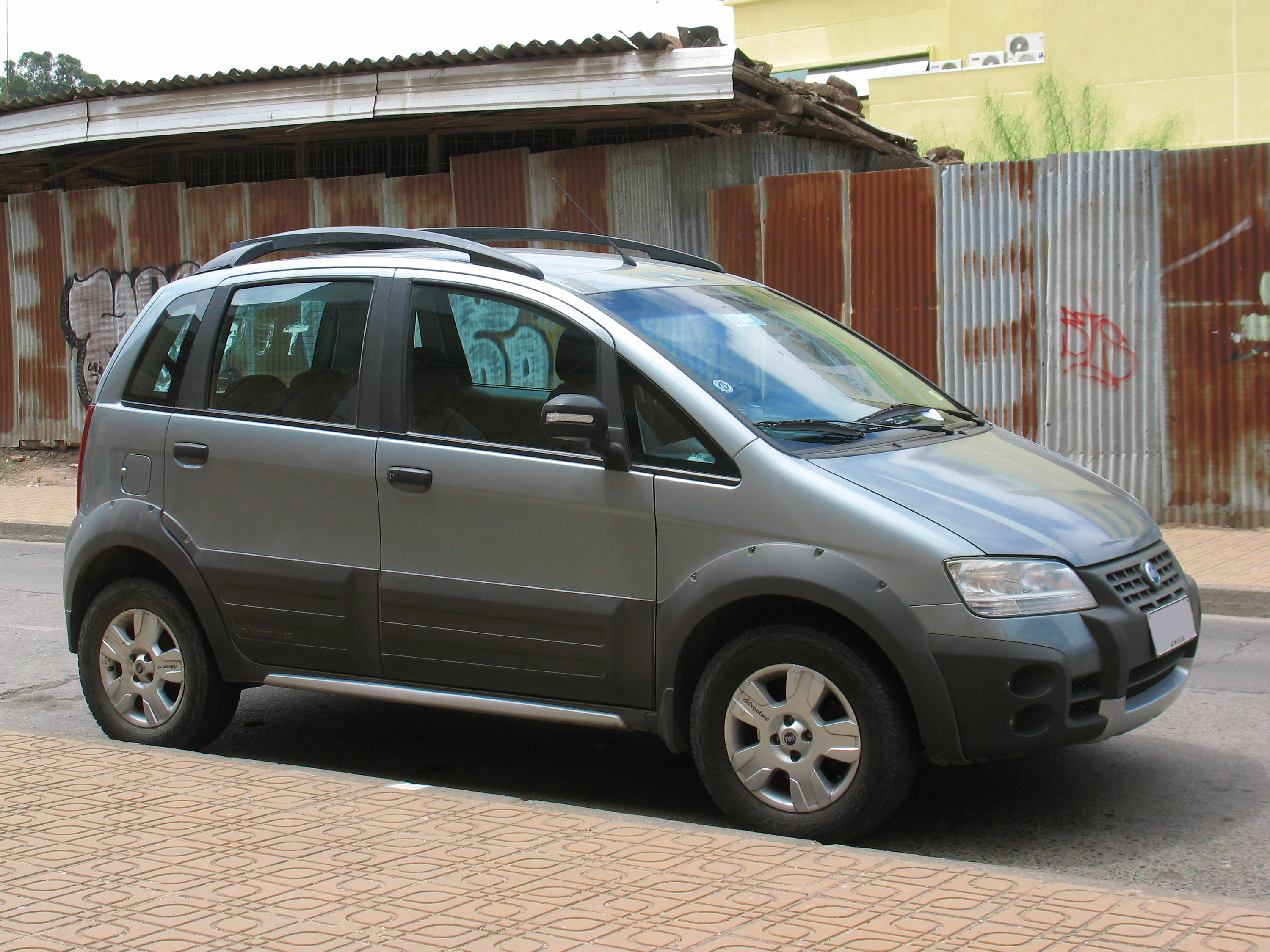
Fiat Idea Adventure
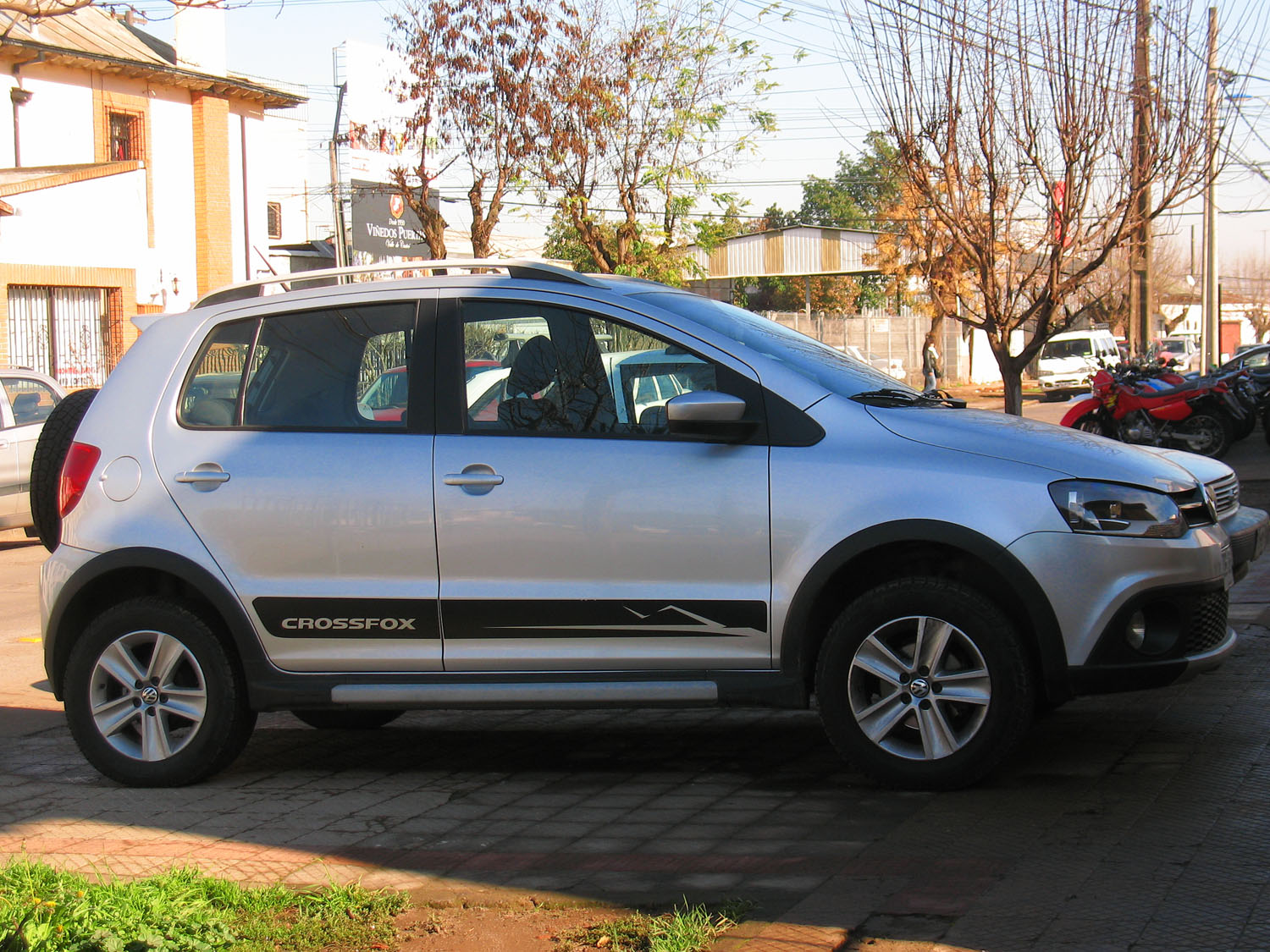
Volkswagen CrossFox
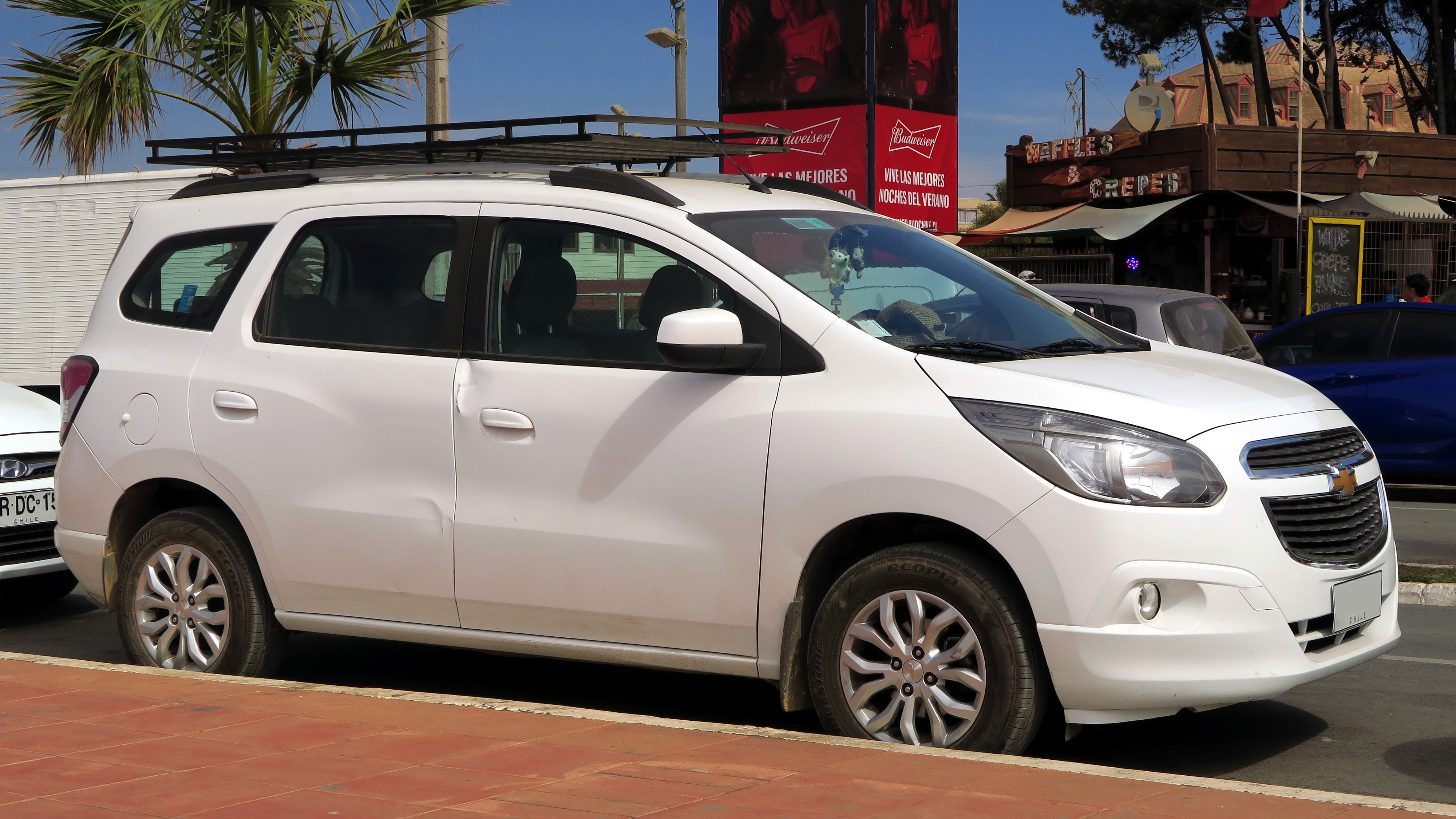
Chevrolet Spin
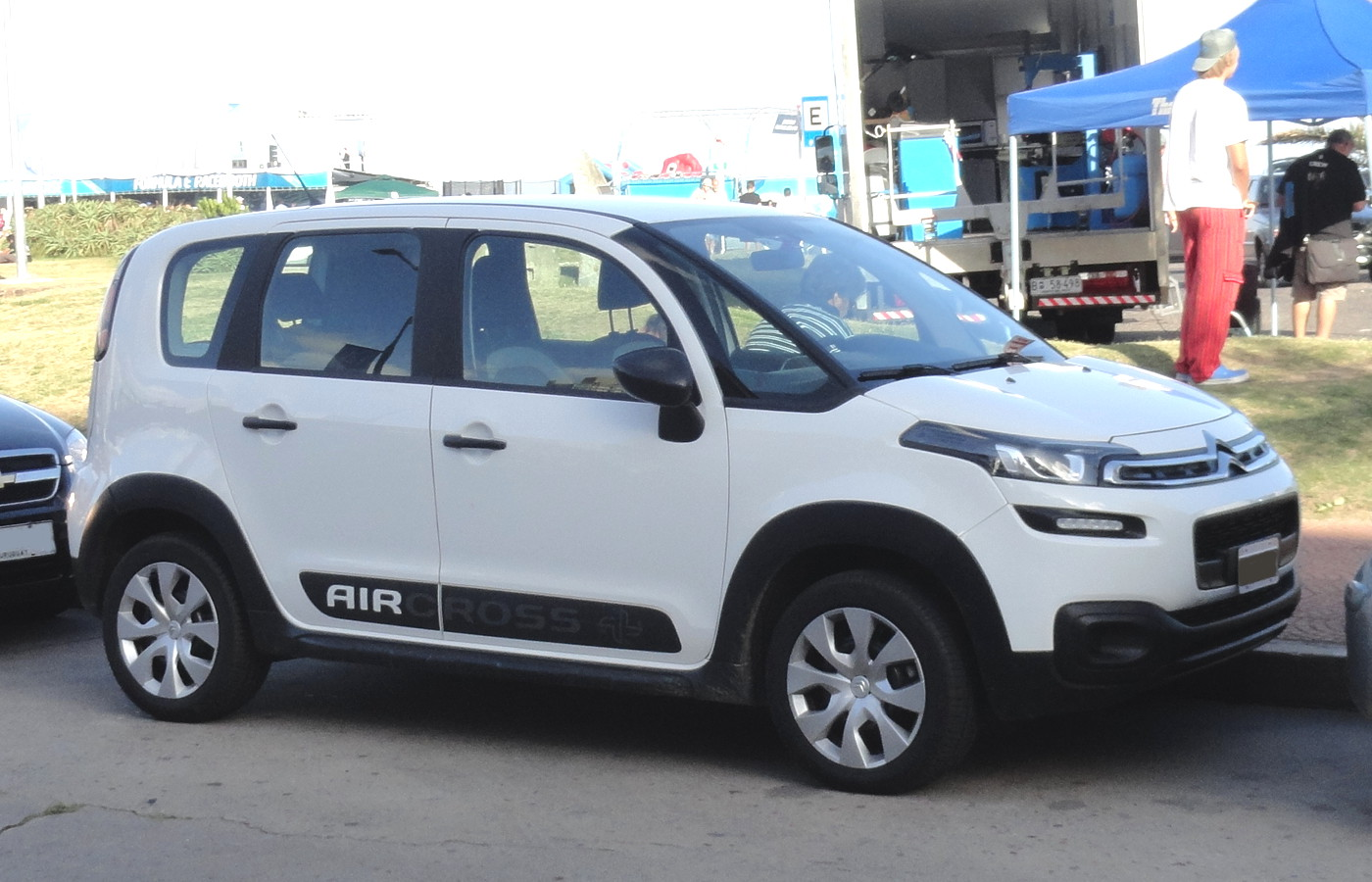
Citroën C3 Aircross
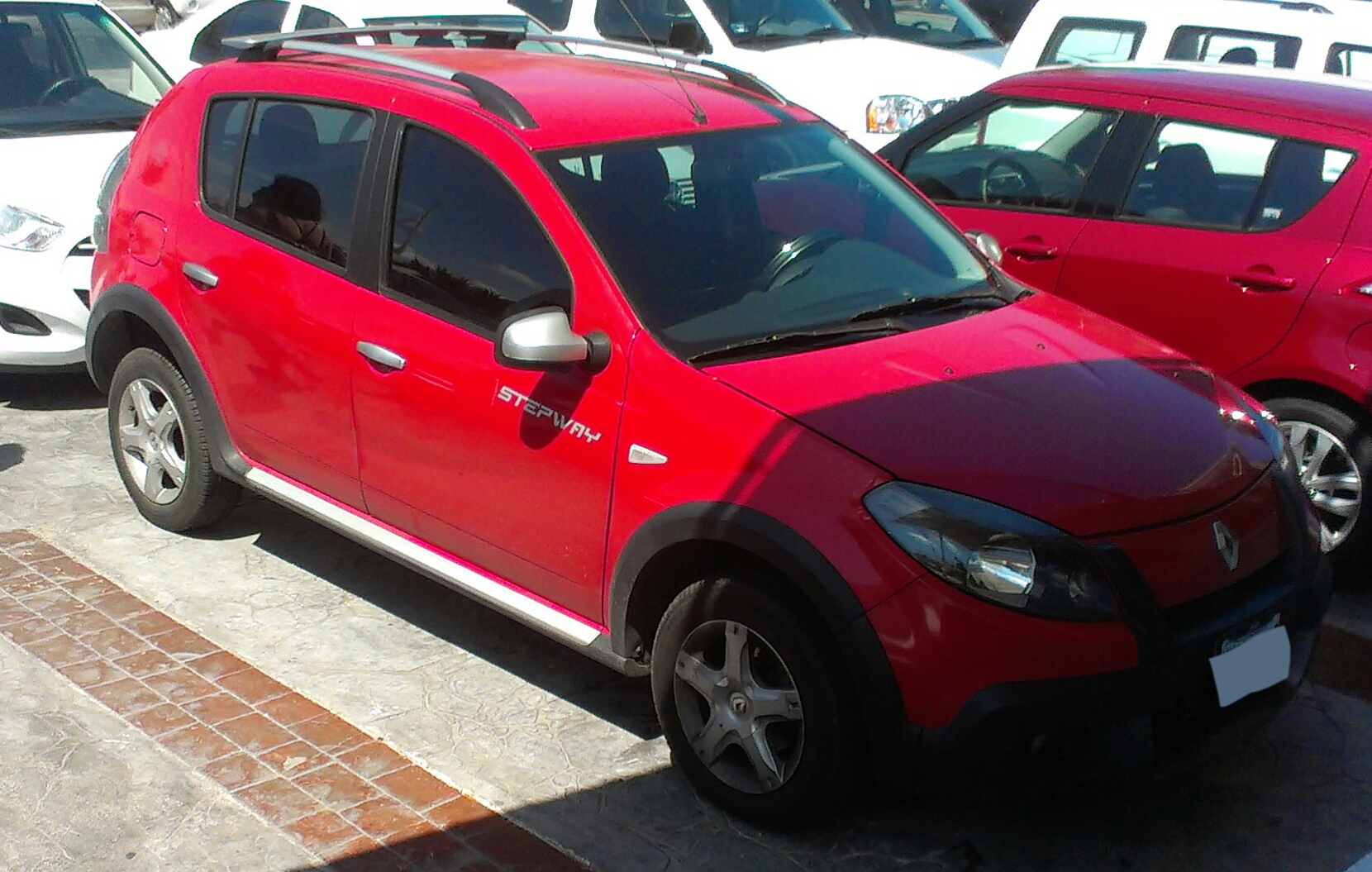
Renault Stepway Sandero

## Виробники

### Діючі

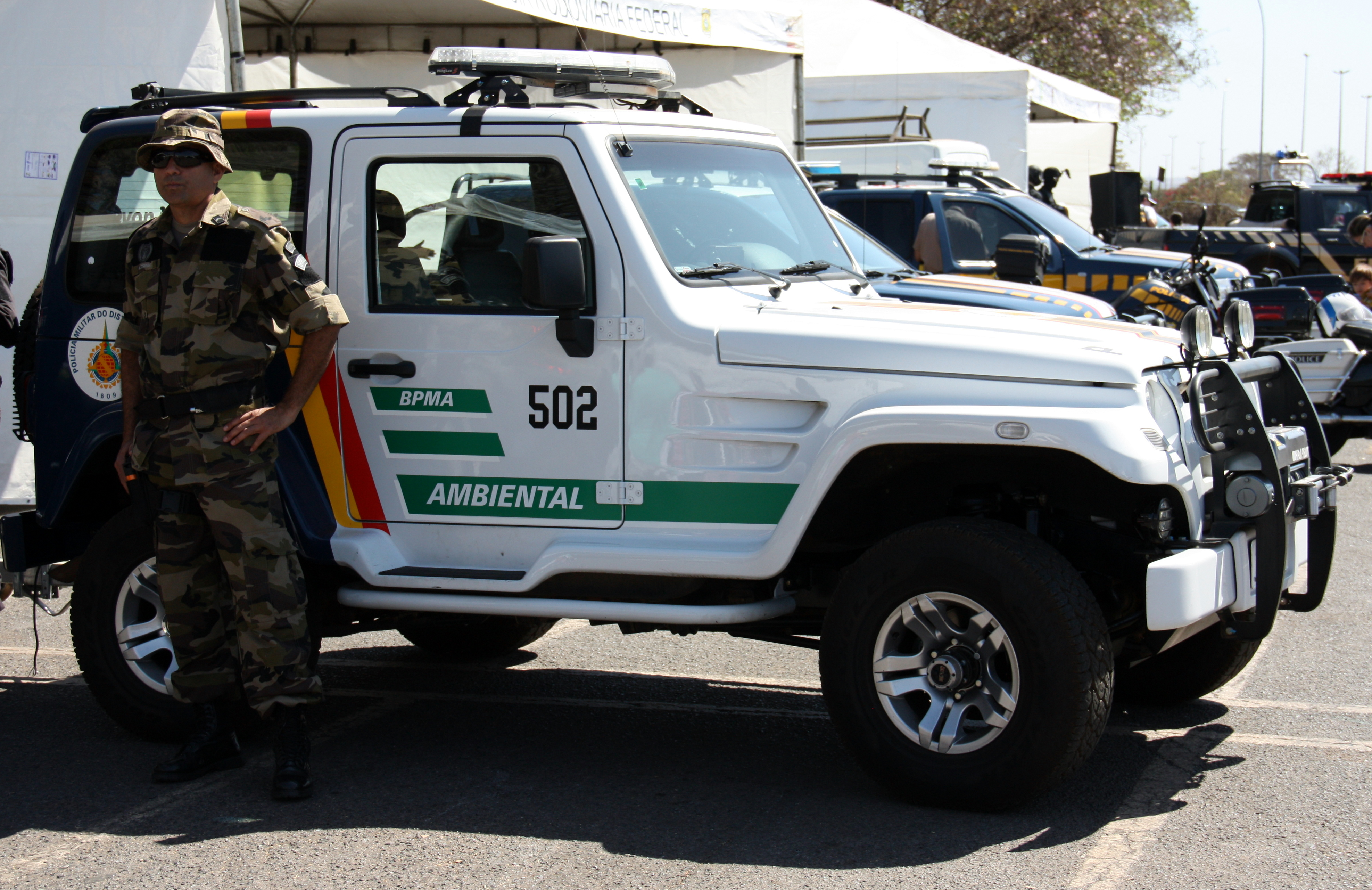
Troller T4

Іноземні:
- Effa Motors
- Ford do Brasil
  - Troller
- Fiat Automóveis
- General Motors do Brasil
- Renault do Brasil
- Volkswagen do Brasil
  - Audi Senna

Бразильські:
- Agrale
- TAC

### Недіючі

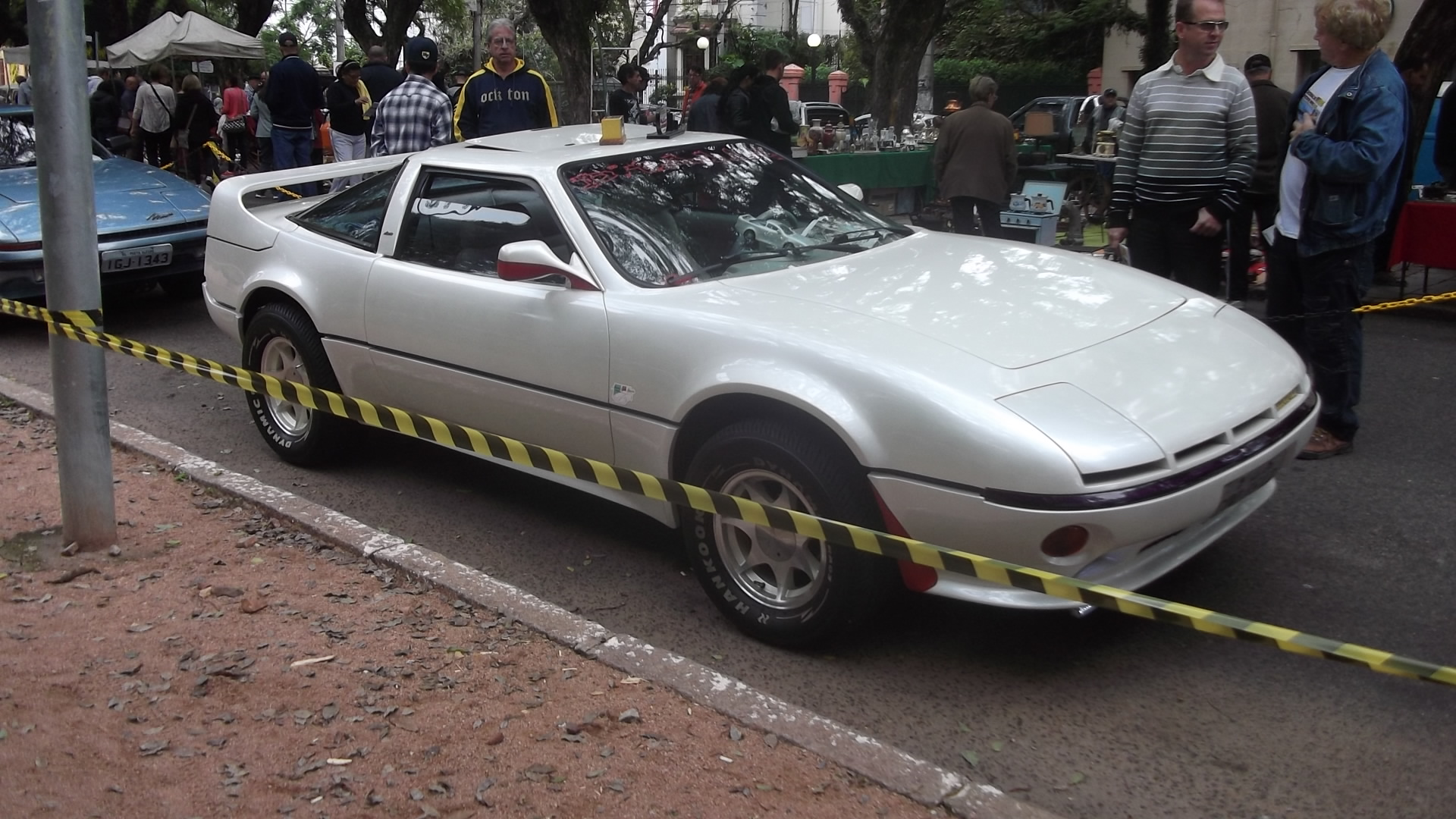
Miura Top Sport (1989-1992)

- AutoLatina
- Bernardini
- Busscar
- Chrysler do Brasil
- Dacon
- Dardo
- DKW Vemag
- Engesa
- Fábrica Nacional de Motores
- Gurgel
- Hofstetter
- JPX do Brasil
- Mafersa
- Miura
- Puma Veículos e Motores
- Romi-Isetta
- Santa Matilde
- Simca do Brasil

## Обсяг виробництва за роками
| Рік  | Обсяг виробництва |  | 0—1 млн | 0—1 млн | 0—1 млн | 0—1 млн | 0—1 млн | 0—1 млн | 0—1 млн | 0—1 млн | 0—1 млн | 0—1 млн | 1—2 млн | 1—2 млн | 1—2 млн | 1—2 млн | 1—2 млн | 1—2 млн | 1—2 млн | 1—2 млн | 1—2 млн | 1—2 млн | 2—3 млн | 2—3 млн | 2—3 млн | 2—3 млн | 2—3 млн | 2—3 млн | 2—3 млн | 2—3 млн | 2—3 млн | 2—3 млн | 3—4 млн | 3—4 млн | 3—4 млн | 3—4 млн | 3—4 млн | 3—4 млн | 3—4 млн | 3—4 млн | 3—4 млн | 3—4 млн |  |
| ---- | ----------------- |  | ------- | ------- | ------- | ------- | ------- | ------- | ------- | ------- | ------- | ------- | ------- | ------- | ------- | ------- | ------- | ------- | ------- | ------- | ------- | ------- | ------- | ------- | ------- | ------- | ------- | ------- | ------- | ------- | ------- | ------- | ------- | ------- | ------- | ------- | ------- | ------- | ------- | ------- | ------- | ------- |  |
| 1960 | 133,000           |  |         |         |         |         |         |         |         |         |         |         |         |         |         |         |         |         |         |         |         |         |         |         |         |         |         |         |         |         |         |         |         |         |         |         |         |         |         |         |         |         |  |
| 1970 | 416,089           |  |         |         |         |         |         |         |         |         |         |         |         |         |         |         |         |         |         |         |         |         |         |         |         |         |         |         |         |         |         |         |         |         |         |         |         |         |         |         |         |         |  |
| 1980 | 1,165,174         |  |         |         |         |         |         |         |         |         |         |         |         |         |         |         |         |         |         |         |         |         |         |         |         |         |         |         |         |         |         |         |         |         |         |         |         |         |         |         |         |         |  |
| 1990 | 914,466           |  |         |         |         |         |         |         |         |         |         |         |         |         |         |         |         |         |         |         |         |         |         |         |         |         |         |         |         |         |         |         |         |         |         |         |         |         |         |         |         |         |  |
| 2000 | 1,681,517         |  |         |         |         |         |         |         |         |         |         |         |         |         |         |         |         |         |         |         |         |         |         |         |         |         |         |         |         |         |         |         |         |         |         |         |         |         |         |         |         |         |  |
| 2005 | 2,530,840         |  |         |         |         |         |         |         |         |         |         |         |         |         |         |         |         |         |         |         |         |         |         |         |         |         |         |         |         |         |         |         |         |         |         |         |         |         |         |         |         |         |  |
| 2006 | 2,611,034         |  |         |         |         |         |         |         |         |         |         |         |         |         |         |         |         |         |         |         |         |         |         |         |         |         |         |         |         |         |         |         |         |         |         |         |         |         |         |         |         |         |  |
| 2007 | 2,970,818         |  |         |         |         |         |         |         |         |         |         |         |         |         |         |         |         |         |         |         |         |         |         |         |         |         |         |         |         |         |         |         |         |         |         |         |         |         |         |         |         |         |  |
| 2008 | 3,220,475         |  |         |         |         |         |         |         |         |         |         |         |         |         |         |         |         |         |         |         |         |         |         |         |         |         |         |         |         |         |         |         |         |         |         |         |         |         |         |         |         |         |  |
| 2009 | 3,182,617         |  |         |         |         |         |         |         |         |         |         |         |         |         |         |         |         |         |         |         |         |         |         |         |         |         |         |         |         |         |         |         |         |         |         |         |         |         |         |         |         |         |  |
| 2010 | 3,381,728         |  |         |         |         |         |         |         |         |         |         |         |         |         |         |         |         |         |         |         |         |         |         |         |         |         |         |         |         |         |         |         |         |         |         |         |         |         |         |         |         |         |  |
| 2011 | 3,406,150         |  |         |         |         |         |         |         |         |         |         |         |         |         |         |         |         |         |         |         |         |         |         |         |         |         |         |         |         |         |         |         |         |         |         |         |         |         |         |         |         |         |  |
| 2012 | 3,402,508         |  |         |         |         |         |         |         |         |         |         |         |         |         |         |         |         |         |         |         |         |         |         |         |         |         |         |         |         |         |         |         |         |         |         |         |         |         |         |         |         |         |  |
| 2013 | 3,712,380         |  |         |         |         |         |         |         |         |         |         |         |         |         |         |         |         |         |         |         |         |         |         |         |         |         |         |         |         |         |         |         |         |         |         |         |         |         |         |         |         |         |  |
| 2014 | 3,364,890         |  |         |         |         |         |         |         |         |         |         |         |         |         |         |         |         |         |         |         |         |         |         |         |         |         |         |         |         |         |         |         |         |         |         |         |         |         |         |         |         |         |  |
| 2015 | 2,429,463         |  |         |         |         |         |         |         |         |         |         |         |         |         |         |         |         |         |         |         |         |         |         |         |         |         |         |         |         |         |         |         |         |         |         |         |         |         |         |         |         |         |  |
| 2016 | 2,156,356         |  |         |         |         |         |         |         |         |         |         |         |         |         |         |         |         |         |         |         |         |         |         |         |         |         |         |         |         |         |         |         |         |         |         |         |         |         |         |         |         |         |  |
| 2017 | 2,699,672         |  |         |         |         |         |         |         |         |         |         |         |         |         |         |         |         |         |         |         |         |         |         |         |         |         |         |         |         |         |         |         |         |         |         |         |         |         |         |         |         |         |  |
| 2018 | 2,879,809         |  |         |         |         |         |         |         |         |         |         |         |         |         |         |         |         |         |         |         |         |         |         |         |         |         |         |         |         |         |         |         |         |         |         |         |         |         |         |         |         |         |  |